# ʿUmar Sulaymān
ʿUmar Sulaymān (in arabo عمر سليمان‎?; Qena, 2 luglio 1936 – Cleveland, 19 luglio 2012) è stato un generale e politico egiziano.
È stato il responsabile dell'Apparato d'Informazioni Generali (Jihāz al-Mukhābarāt al-ʿĀmma), il più potente dei servizi segreti dell'Egitto, dal 1993 al gennaio del 2011.

## Biografia
Nel 1954 ha cominciato i suoi studi superiori presso la Accademia Militare Egiziana del Cairo. Ha conseguito un diploma e una laurea in Scienze Militari (al-ʿUlūm al-ʿAskariyya).
Presto divenne capo della sezione di Pianificazione Generale (in arabo التخطيط العام ‎?) della Struttura Operativa delle Forze Armate (in arabo هيئة عمليات القوات المسلحة‎?, Hayʾat ʿAmaliyyāt al-Quwwāt al-Musallaḥa) per assumere in un secondo momento la funzione di Direttore (in arabo مدير‎?, Mudīr) delle Informazioni Militari (in arabo المخابرات العسكرية‎? (al-Mukhābarāt al-ʿAskariyya).
Il 22 gennaio 1993 è stato nominato capo dell'Apparato d'Informazioni Generali.
Il 29 gennaio 2011, rispondendo alle pressioni delle sommosse popolari in Egitto del 2011, il presidente egiziano Hosni Mubarak lo ha nominato vicepresidente, facendo occupare una carica rimasta deserta fin dal 14 ottobre 1981, data nella quale proprio l'allora vicepresidente Mubārak, succedette ad Anwar al-Sadat come Presidente della Repubblica egiziana. L'11 febbraio 2011 Mubārak si dimise, insieme all'intero governo, passando il potere al Consiglio Supremo delle forze armate.
Poco dopo la proclamazione dell'esito delle elezioni presidenziali che attribuirono la vittoria al candidato dei Fratelli Musulmani, Muhammad Mursi (che si presentava col Partito Libertà e Giustizia), Sulayman lasciò l'Egitto, recandosi negli Stati Uniti, dove tentò inutilmente di guarire la malattia che lo aveva colpito. Morì infatti nel luglio del 2012 a Cleveland.
È stato accusato da giornalisti e vittime di essere un torturatore, del quale si serviva anche la Cia affidandogli prigionieri da interrogare, il caso più celebre è stato il libico Ibn al-Shaykh al-Libi che confessò che Saddam Hussein produceva armi di distruzione di massa e ne forniva ad al-Quaida, dichiarazioni risultate del tutto false dopo la guerra contro l'Iraq.